# ما ليمين
ما ليمين (بالصينية: 马利民؛ بالحروف اللاتينية: Mǎ Lì Mín (1 ديسمبر 1961) رجل أعمال واقتصادي صيني مسلم من قومية دونغشيانغ من مواليد مدينة لانتشو، مقاطعة قانسو ، وغير حزبي. سياسي من جمهورية الصين الشعبية وممثل مقاطعة قانسو في المؤتمر الشعبي الوطني الثالث عشر، حاصل على شهادة جامعية في الاقتصاد، ويحمل لقب "كبير الاقتصاديين" و"المعلم المتقدم في صناعة التموين" في الصين. 

## نسبه
إدريس (马利民) بن باقر (马绍融) بن عبد الرحمن (马福良) بن كمال الدين (马禄) بن محمد (马福) بن تشيسيلافو (马掌教) التشيسلافي. 

## سيرة
بدأ عمله سنة ١٩٧٩م في فندق لانتشو، وتدرج في مناصب عدة حتى أصبح بين سنتي ١٩٨٧م و١٩٨٨م مديرًا عامًا لمدرسة التموين في لانتشو، ثم شغل منصب رئيس قسم التموين في حكومة لانتشو بين ١٩٨٨م و١٩٩١م. وفي الفترة من ١٩٩٢م إلى ١٩٩٩م عمل في فندق شنغلي، حيث تولى إدارة مطعم الفندق ثم أصبح نائب المدير العام. منذ سنة ٢٠٠٠م يشغل منصب رئيس مجلس الإدارة والمدير العام لشركة "لانزو جيندينغ" للتموين المحدودة.
إلى جانب عمله الإداري، تولى لي مين (إدريس) مناصب عديدة في الجمعيات الاقتصادية والمهنية، منها:
- نائب رئيس جمعية صناعة معكرونة اللحم البقري في مقاطعة قانسو.
- نائب رئيس اتحاد الصناعات التجارية في لانتشو.
- رئيس جمعية أصحاب المطاعم في لانتشو.
- عضو في جمعية أسعار لانتشو.
- عضو في جمعية الطعام الحلال بمدينة لانتشو.
- عضو في اتحاد صناعة الأغذية الحلال على مستوى المقاطعة.
- عضو لجنة التقييم المهني بمقاطعة قانسو.
- عضو لجنة الخبراء في اتحاد المطاعم الصيني.
- رئيس لجنة الحلال السريعة في الصين.
- رئيس لجنة التحكيم الوطنية لمسابقة تقنيات الطهاة الحلال.

ساهم على مدى أكثر من ثلاثين عامًا في تطوير صناعة الأطعمة الحلال، وتعزيز ثقافة الطعام القومي، مبرزًا إبداعًا وتجديدًا في مجاله، مما أدى إلى بروز علامات تجارية مشهورة مثل لانزو جيندينغ لحم البقر ولانزو جيندينغ لحم الضأن، وحصلت منتجاته على لقب "المأكولات الصينية الشهيرة" و"العلامات التجارية الصينية المشهورة"، كما حازت على أوسمة الجودة الوطنية.
بفضل جهوده، أصبحت لانزو مركزًا مرجعيًا في صناعة معكرونة اللحم البقري، وساهم في صياغة المعايير المحلية والوطنية الخاصة بها، وأطلق مهرجان "لانزو لمعكرونة اللحم البقري"، ونظم مؤتمرات ومعارض دولية لترويجها. كما عمل على إدخال مفاهيم الإدارة الحديثة في صناعة الأطعمة التقليدية، مما جعلها نموذجًا يجمع بين الثقافة الغذائية الإسلامية وإدارة الأعمال العصرية.
نال تقديرًا رسميًا واسعًا، حيث انتُخب نائبًا في المجلس البلدي لمدينة لانتشو لعدة دورات، ومثّل المقاطعة في مؤتمرات الشعب على مختلف المستويات. كما حصل على أوسمة وجوائز من حكومة قانسو ووزارة التجارة الصينية تقديرًا لإسهاماته في تطوير صناعة الأطعمة الحلال.
وفي 24 فبراير 2018، تم انتخاب ما ليمين ممثلاً لمقاطعة قانسو لحضور المؤتمر الشعبي الوطني الثالث عشر. 

## روابط خارجية
- معلومات ممثل المؤتمر الشعبي الوطني - ما ليمين[وصلة مكسورة]